# 百済河成
百済 河成（くだら の かわなり）は、平安時代初期の貴族・画家。氏姓は余（あぐり。無姓）のち百済朝臣。百済の第28代国王である恵王の後裔で、余時善の子とする系図がある。官位は従五位下・安芸介。

## 経歴
大同3年（808年）に左近衛に任ぜられるが、絵画に優れていたことから宮中に召し出された。
弘仁14年（823年）美作権少目。仁明朝初頭の天長10年（833年）外従五位下に叙せられると、承和年間に備中介・播磨介・安芸介を務めるなど地方官を歴任した。この間、承和7年（840年）兄・福成らと共に合わせて3人が百済朝臣姓の賜与を受け、承和12年（845年）には内位の従五位下に叙せられている。
仁寿3年（853年）8月24日卒去。享年72。最終官位は散位従五位下。

## 人物
個人名の残っている最初の画家で、平安時代世俗画の出発点とされる人物。名人として伝説は多いが、絵画作品は残っていない。描いた肖像画は本人にそっくりで、山川草木は精妙でまるで生きているようであったという。庭園造営も手がけ、嵯峨院の造営に際しては御堂の壁の絵を描くと共に、滝殿の石組みも造り上げたという。この滝殿は名古曽滝と呼ばれたが、水は平安時代中期に枯れ、石組みだけが残った。のち、1922年に「大沢池 附 名古曽の滝跡」の名称で国の名勝に指定され、1994年から行われた発掘調査で中世の遣水が発見され、1999年に復元が完了している。
また、武芸に長じ良く強弓も引いた。

## 逸話
- 河成が宮中に務めていた頃、ある者が外にいる従者を呼ぶように命じられたが、その者は従者の顔を知らなかった。河成は紙を1枚取り出すと従者の似顔絵を描いたおかげで、その者は速やかに従者を連れてくることができたという[3]。
- 飛騨の工との逸話
平安時代初期に飛騨の工と呼ばれた、類い希なる工人がいた。平安京遷都の際に飛騨の工が造営した豊楽院は趣深く、何ともいえない美しさや味わいがあった。この頃、飛騨の工と川成（百済河成）はそれぞれの技術を競っていた。ある時、工は一間四面の堂を建てたので、見に来て壁に絵でも描いてほしいと、川成を自邸に誘った。互いに競いながらも仲もよかったので、川成は工の家を訪問することにした。
工の家に行ってみると、非常に興味深い小さな堂が建てられて、東西南北の四面の扉が全て開かれていた。工が「堂に入って内側を見て欲しい」と言うので、川成りが縁側に上がって南の扉より入ろうとすると扉はばたんと閉じてしまった。驚いて西の扉に回って入ろうとするとこれも閉じて、今度は南の扉が開く。それならと、北の扉から入ろうとするとその扉は閉じて、西の扉が開く。東の扉から入ろうとすると、また扉は閉じて今度は北の扉が開くのであった。
このようにして、回り回って何度も堂に入ろうと試みるが、うまい具合に扉が閉じたり開いたりしてどうしても入れず、やむなく川成はあきらめて縁から下りた。これを見て工は甚だしく大笑いし、川成はいまいましく思って帰宅した。
数日後、川成が工のもとへ遣いをやって「お見せしたいものがあるので、我が家に来てほしい」と、伝えた。工は（先日の仕返しに）きっと何か騙そうとしているに違いないと考えて行かなかったが、何度も丁寧に呼ばれたので、ようやく工は川成の家に行くことにした。
「こちらに入ってください」との言葉に従って、工は廊のある遣戸を引き開けると、部屋の中に身体が黒ずみ膨れて腐敗した大きな死体が横たわっており、腐敗臭が鼻を突いた。工は思いがけないものを見たせいで、あっと声をあげて驚き、部屋から飛び出した。同じ部屋の中にいた川成は工の声を聞いて甚だしく大笑いした。
工は恐ろしく思って、庭に立っていたが、川成がその遣戸より顔を出して「やあ、私はここにいます。気にせず来てください」と言ったため、恐る恐る近寄ってよく見ると、工が見た死体は、実は障子（室内を仕切る建具）に描かれたただの死人の絵であった[4]。

## 官歴
『六国史』による。
- 大同3年（808年） 日付不詳：左近衛
- 弘仁14年（823年） 日付不詳：美作権少目
- 天長10年（833年） 11月18日：外従五位下
- 時期不詳：備中介
- 承和7年（840年） 6月22日：余（無姓）から百済朝臣に改姓[8]
- 時期不詳：播磨介
- 承和12年（845年） 正月7日：従五位下（内位）
- 承和13年（846年） 2月29日：安芸介
- 仁寿3年（853年） 8月24日：卒去（散位従五位下）

## 系譜
- 父：余時善[9]
- 母：不詳
- 妻：不詳
  - 男子：百済岑人[9]